# Aizanoi

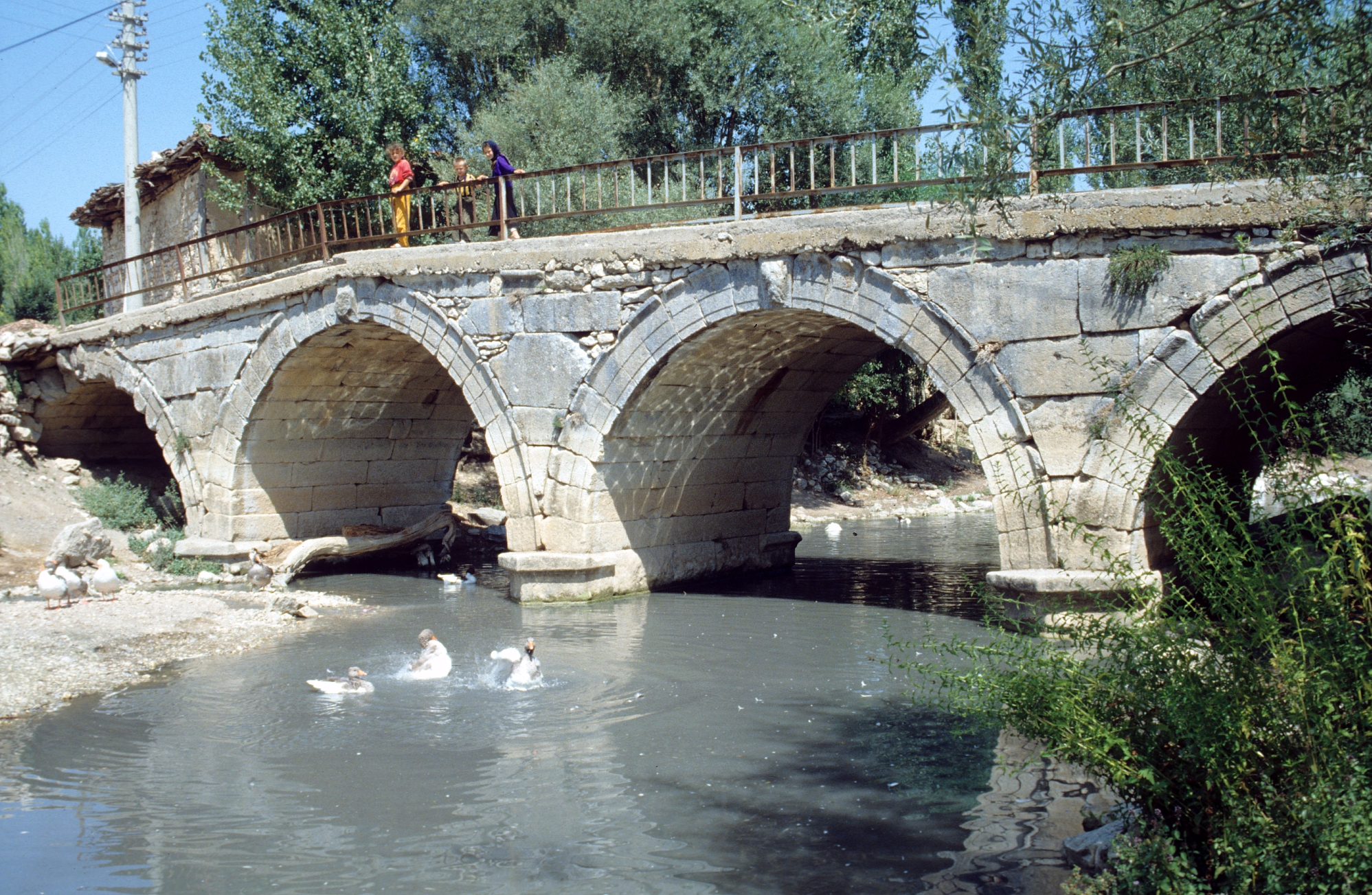
Rzymski most

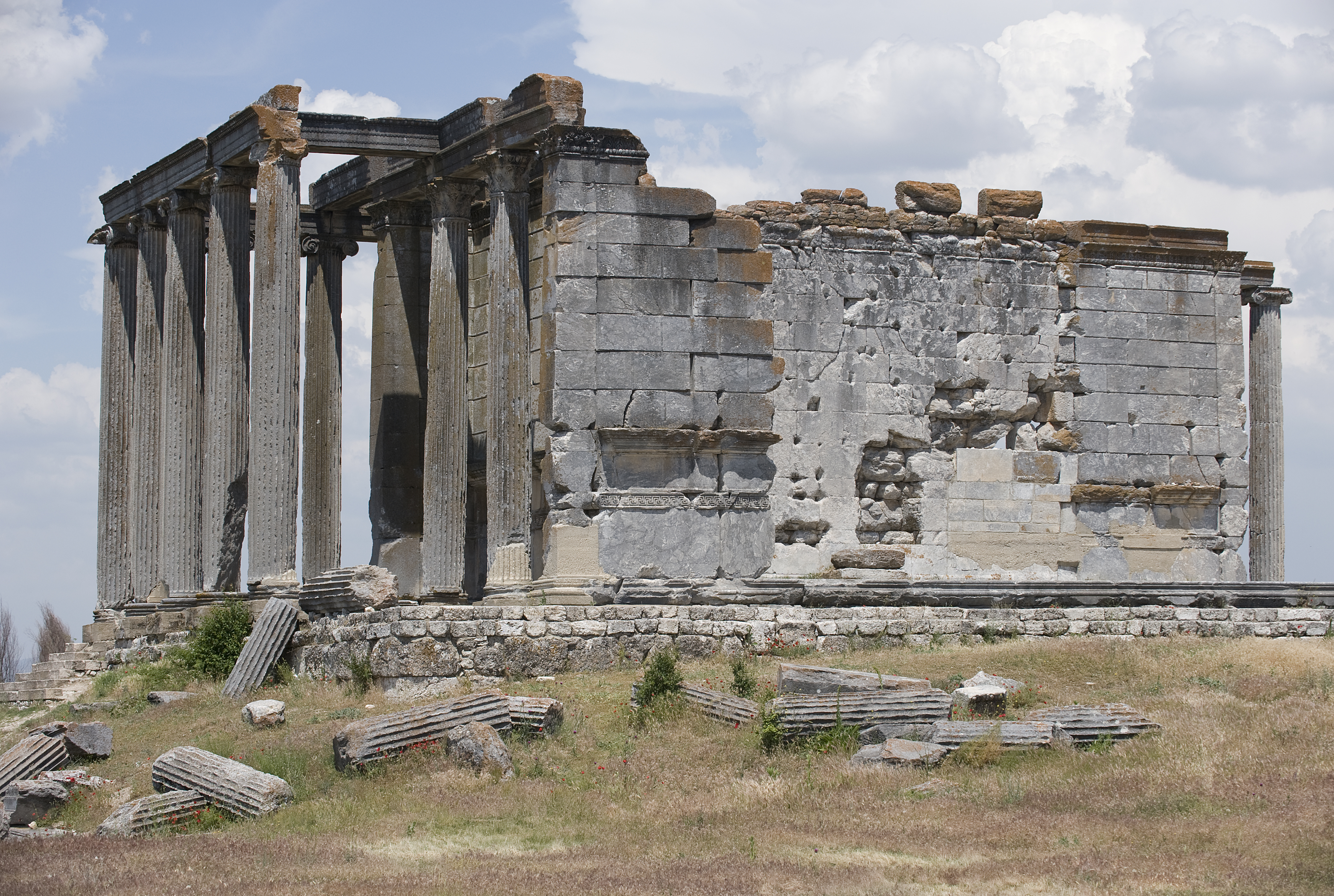
Ruiny świątyni Zeusa

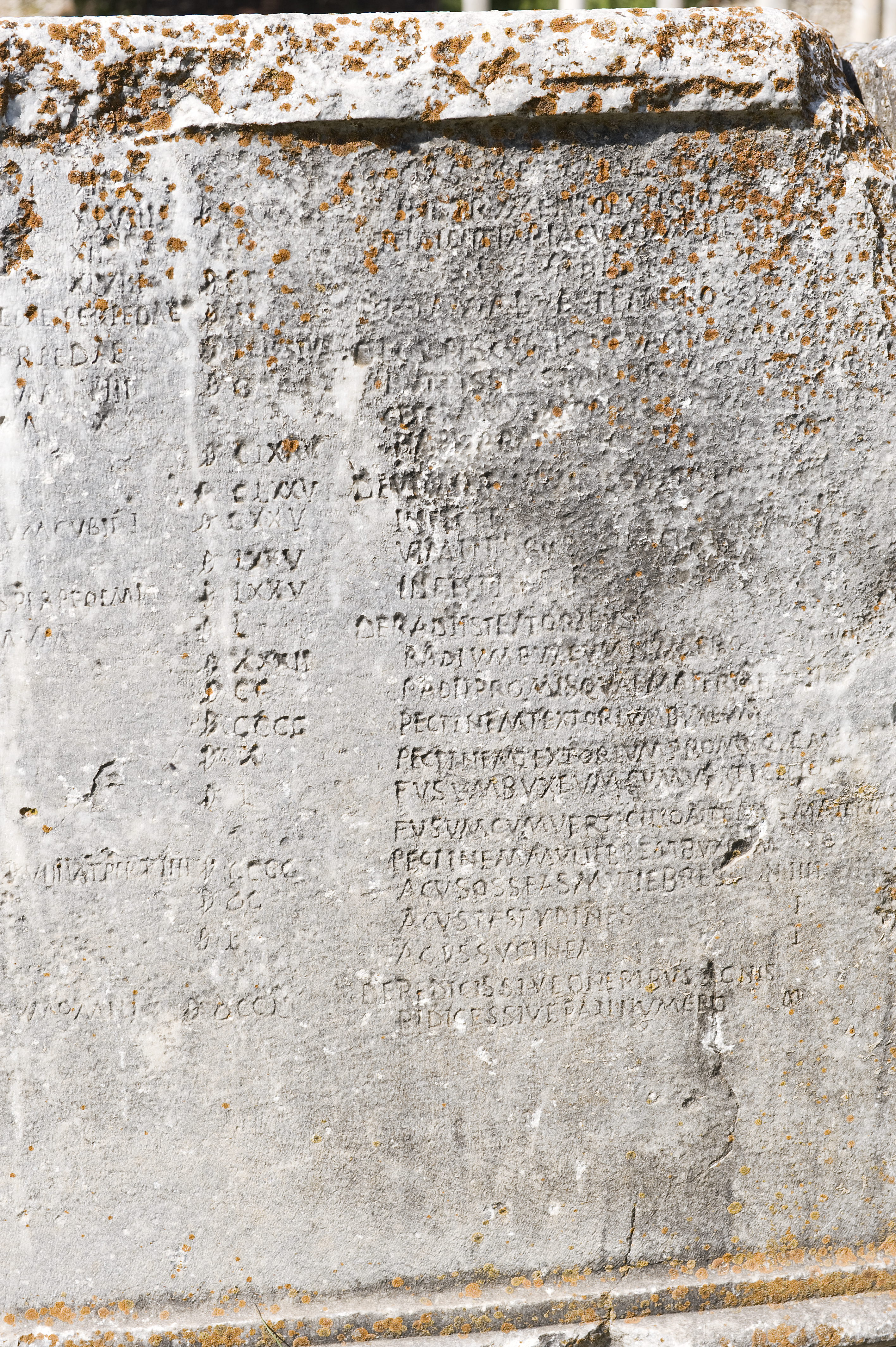
Wykaz cen z miejscowego targowiska

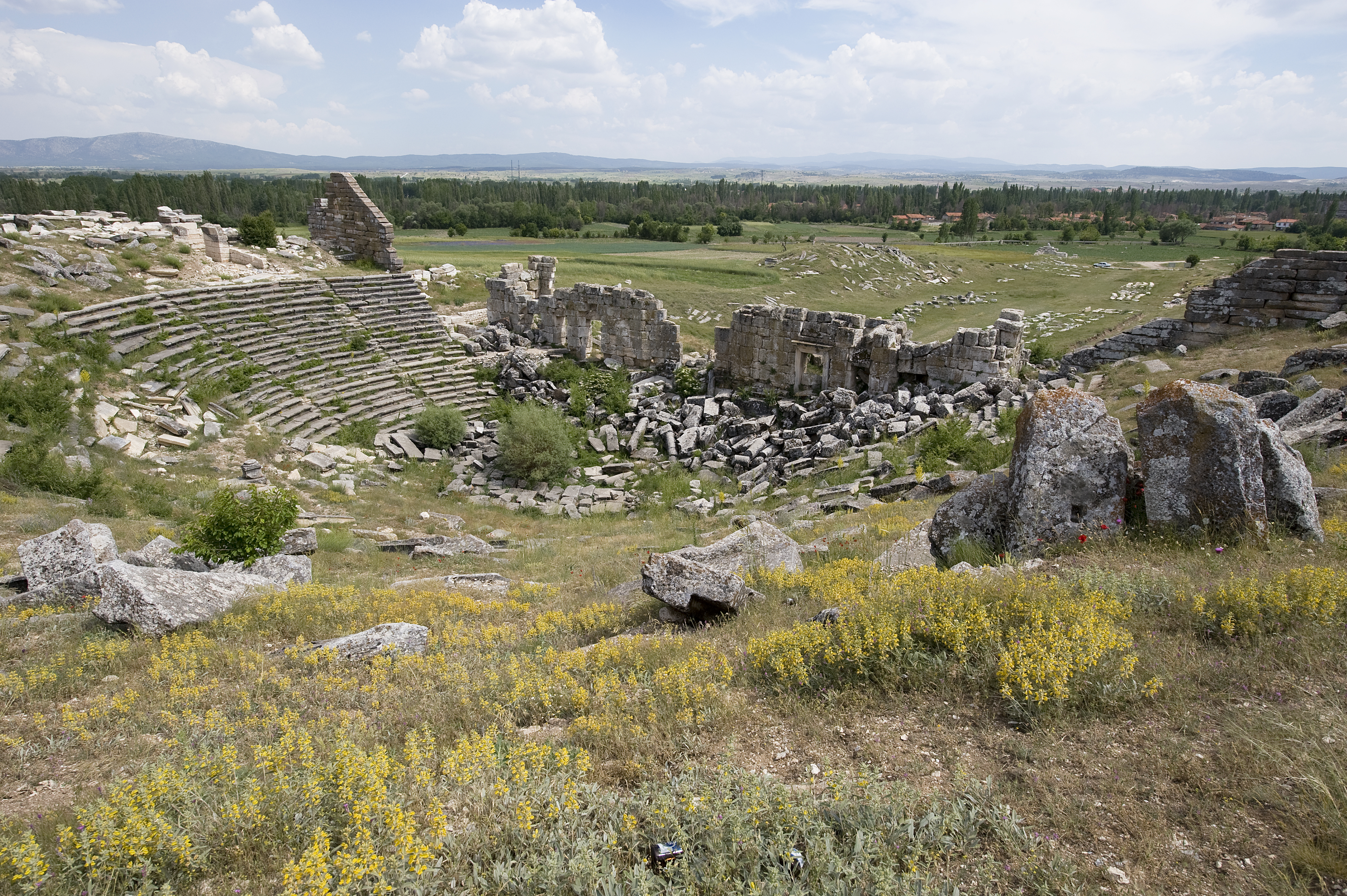
Pozostałości stadionu i teatru

Aizanoi (starogr. Αἰζανοί, łac. Aezani) – starożytne miasto w zachodniej Anatolii – najważniejsze miasto w północnej Frygii w okresie rzymskim; współcześnie stanowisko archeologiczne w tureckiej prowincji Kütahya, w dystrykcie Çavdarhisar.
Odkryte w 1824 roku przez europejskich podróżników, znane jest z bardzo dobrze zachowanej świątyni Zeusa, teatru i hali targowej.
W 2012 roku Aizanoi zostało wpisane na turecką listę informacyjną UNESCO – listę obiektów, które Turcja zamierza rozpatrzyć do zgłoszenia do wpisu na listę światowego dziedzictwa UNESCO.

## Położenie
Aizanoi leżało na terenie Frygii w Azji Mniejszej, ok. 40 km na południowy zachód od Cotiaeum, 25 km na północny wschód od Cadi i 40 km na północny zachód od Appii . Miasto wzniesiono nad rzeką Penkalas.
Współcześnie jest to stanowisko archeologiczne w tureckiej prowincji Kütahya, w dystrykcie Çavdarhisar . Leży na płaskowyżu na wysokości ok. 1000–1050 m n.p.m.  Przez około pół roku ruiny rzymskich budowli skrywa półmetrowa warstwa śniegu.

## Historia
Najstarsze znalezione fragmenty ceramiki pochodzą z okresu późnohellenistycznego i wczesnorzymskiego. 
W 184 roku p.n.e. miasto zostało zdobyte przez Eumenesa II (?–159 p.n.e.), zabrane Bitynii pod panowaniem Prusjasza I (ok. 255–182 p.n.e.) i przyłączone do królestwa Pergamonu. W 133 roku p.n.e. zdobyte przez Rzymian. Stało się najważniejszym miastem w północnej Frygii. Okres największego rozkwitu Aizanoi przypada na II wiek n.e., kiedy funkcjonowało jako prężny ośrodek transportu i handlu zbożem, winem i wełną . W okresie świetności powstał tam m.in. teatr, stadion, łaźnie i nekropola. 
W okresie wczesnego Bizancjum miasto było siedzibą biskupa . Utraciło znaczenie po VII w. – w średniowieczu wzgórze świątynne zostało przekształcone w fortecę, która służyła Seldżukom .  
W 2012 roku Aizanoi zostało wpisane na turecką listę informacyjną UNESCO – listę obiektów, które Turcja zamierza rozpatrzyć do zgłoszenia do wpisu na listę światowego dziedzictwa UNESCO .

## Stanowisko archeologiczne
Miasto zostało ponownie odkryte przez europejskich podróżników w 1824 roku i zidentyfikowane jako Aizanoi w latach 1830–1840 . W 1926 roku rozpoczęto prace wykopaliskowe w imieniu Niemieckiego Instytutu Archeologicznego .
Większość zachowanych ruin pochodzi z okresu rzymskiego . Odkryto m.in. świątynię Zeusa, zespół stadionu i teatru, budowlę targową (macellum), dwie nekropole, mosty i tamę, odeon i łaźnie rzymskie . 

### Świątynia Zeusa
Głównym zabytkiem jest jedna z najlepiej zachowanych na świecie świątyń Zeusa , który według miejscowej legendy miał urodzić się w pobliżu, w jaskini Steunos nad rzeką Penkalas. Inskrypcje na budowli sugerują, że została wzniesiona za panowania cesarza Hadriana, pomiędzy rokiem 125 a 145 n.e.
Świątynia usytuowana jest na wzgórzu . Pod świątynią znajdowały się krypty . Gmach składał się z pronaosu, naosu i opistodomosu . Z uwagi na układ kolumn – dwa rzędy kolumn biegnące dookoła, przy czym kolumny drugiego rzędu wtopione w ścianę budynku – świątynia była typu pseudodipteros . Do dziś zachowało się 16 kolumn. Sama świątynia jest najlepiej zachowanym tego typu gmachem w porządku jońskim na obszarze Anatolii.  
Przed budynkiem znajduje się akroterion (element zdobniczy na dachu), przedstawiający we wschodniej części popiersie Zeusa, a w zachodniej popiersie kobiece, być może frygijskiej bogini płodności Kybele.  

### Macellum
Na prawym brzegu rzeki odkryto w 1971 roku pozostałości okrągłej budowli o średnicy 14 m. Było to najprawdopodobniej kryte targowisko rzymskie – macellum. Na jego wewnętrznych ścianach zachował się spis cen, datowany na 302 rok – kopia edyktu cen maksymalnych ustanowionych przez cesarza Dioklecjana. 

### Zespół stadionu i teatru
Zespół obejmujący stadion wzniesiony tuż obok teatru znajduje się w północnej części miasta starożytnego . Stadion mógł pomieścić 13,5 tys. osób, a teatr 20 tys. widzów . 